# Cattleya zayrae
Cattleya zayrae är en orkidéart som beskrevs av Vitorino Paiva Castro och Eduardo Luis Martins Catharino. Cattleya zayrae ingår i släktet Cattleya och familjen orkidéer. Inga underarter finns listade i Catalogue of Life.